# Campionati svizzeri di sci alpino 1995
I Campionati svizzeri di sci alpino 1995 si svolsero a Bad Ragaz/Flums, a Les Crosets e a Sils im Engadin tra il 22 marzo e il 1º aprile. Il programma incluse gare di discesa libera, supergigante, slalom gigante, slalom speciale e combinata, sia maschili sia femminili.
Oltre agli sciatori svizzeri, poterono concorrere al titolo anche gli sciatori di nazionalità liechtensteinese, mentre gli atleti delle altre federazioni, pur prendendo parte alle competizioni, potevano ottenere solo prestazioni valide ai fini del punteggio FIS.

## Risultati

### Uomini

#### Discesa libera
| Pos. | Atleta            | Nazione       | Tempo   |
| ---- | ----------------- | ------------- | ------- |
| 1    | Daniel Mahrer     | Svizzera      | 1:32,07 |
| 2    | Xavier Gigandet   | Svizzera      | 1:32,16 |
| 3    | Max Rauffer       | Germania      | 1:32,47 |
| 4    | William Besse     | Svizzera      | 1:32,54 |
| 5    | Achim Vogt        | Liechtenstein | 1:32,58 |
| 6    | Markus Foser      | Liechtenstein | 1:32,69 |
| 7    | Franco Cavegn     | Svizzera      | 1:32,75 |
| 7    | Berni Huber       | Germania      | 1:32,75 |
| 9    | Markus Herrmann   | Svizzera      | 1:32,79 |
| 10   | Stéphane Aubonnet | Francia       | 1:32,92 |

Data: 23 marzo

Località: Bad Ragaz/Flums

#### Supergigante
| Pos. | Atleta               | Nazione       | Tempo       |
| ---- | -------------------- | ------------- | ----------- |
| 1    | David Prétot         | Francia       | 1:19,44     |
| 2    | Marco Hangl          | Svizzera      | 1:19,89     |
| 3    | Achim Vogt           | Liechtenstein | 1:20,053,00 |
| 4    | Didier Cuche         | Svizzera      | 1:20,09     |
| 5    | Jürgen Hasler        | Liechtenstein | 1:20,10     |
| 6    | Daniel Mahrer        | Svizzera      | 1:20,30     |
| 7    | Ivan Eggenberger     | Svizzera      | 1:20,34     |
| 8    | Daniel Brunner       | Svizzera      | 1:20,46     |
| 9    | Christian Deißenböck | Germania      | 1:20,53     |
| 10   | Vincent Blanc        | Francia       | 1:20,58     |

Data: 24 marzo

Località: Bad Ragaz/Flums

#### Slalom gigante
| Pos. | Atleta              | Nazione       | Tempo   |
| ---- | ------------------- | ------------- | ------- |
| 1    | Urs Kälin           | Svizzera      | 2:27,37 |
| 2    | Patrick Staub       | Svizzera      | 2:28,20 |
| 3    | Marco Hangl         | Svizzera      | 2:28,52 |
| 4    | Marco Büchel        | Liechtenstein | 2:28,75 |
| 5    | Michel Bortis       | Svizzera      | 2:30,43 |
| 6    | Bruno Kernen        | Svizzera      | 2:30,88 |
| 7    | Christoph Mätzler   | Svizzera      | 2:31,09 |
| 8    | Didier Défago       | Svizzera      | 2:32,80 |
| 9    | Tobias Grünenfelder | Svizzera      | 2:32,98 |
| 10   | Markus Leunig       | Svizzera      | 2:33,33 |

Data: 25 marzo

Località: Bad Ragaz/Flums

#### Slalom speciale
| Pos. | Atleta           | Nazione       | Tempo   |
| ---- | ---------------- | ------------- | ------- |
| 1    | Andrea Zinsli    | Svizzera      | 1:27,14 |
| 2    | Patrick Staub    | Svizzera      | 1:27,75 |
| 3    | Franz Klinger    | Austria       | 1:27,98 |
| 4    | Michel Bortis    | Svizzera      | 1:28,05 |
| 5    | Bernhard Kiener  | Svizzera      | 1:28,47 |
| 6    | Leo Püntener     | Svizzera      | 1:28,73 |
| 7    | Stefan Lanziner  | Austria       | 1:28,82 |
| 8    | Achim Vogt       | Liechtenstein | 1:29,65 |
| 9    | Marco Casanova   | Svizzera      | 1:29,68 |
| 10   | Christian Hutter | Austria       | 1:29,75 |

Data: 1º aprile

Località: Sils im Engadin

#### Combinata
| Pos. | Atleta       | Nazione  |
| ---- | ------------ | -------- |
| 1    | Bruno Kernen | Svizzera |
| 2    | ?            | ?        |
| 3    | ?            | ?        |

### Donne

#### Discesa libera
| Pos. | Atleta              | Nazione       | Tempo   |
| ---- | ------------------- | ------------- | ------- |
| 1    | Heidi Zurbriggen    | Svizzera      | 1:22,15 |
| 2    | Corinne Rey-Bellet  | Svizzera      | 1:22,75 |
| 3    | Heidi Zeller-Bähler | Svizzera      | 1:22,91 |
| 4    | Madlen Summermatter | Svizzera      | 1:23,19 |
| 5    | Céline Dätwyler     | Svizzera      | 1:23,27 |
| 6    | Chantal Bournissen  | Svizzera      | 1:23,44 |
| 7    | Birgit Heeb         | Liechtenstein | 1:23,48 |
| 8    | Monika Tschirky     | Svizzera      | 1:23,97 |
| 9    | Claudia Däpp        | Svizzera      | 1:24,18 |
| 10   | Manuela Heubi       | Svizzera      | 1:24,52 |

Data: 24 marzo

Località: Les Crosets

#### Supergigante
| Pos. | Atleta              | Nazione       | Tempo   |
| ---- | ------------------- | ------------- | ------- |
| 1    | Heidi Zeller-Bähler | Svizzera      | 1:22,50 |
| 2    | Manuela Heubi       | Svizzera      | 1:22,77 |
| 3    | Heidi Zurbriggen    | Svizzera      | 1:23,06 |
| 4    | Birgit Heeb         | Liechtenstein | 1:23,16 |
| 5    | Marlies Oester      | Svizzera      | 1:23,55 |
| 6    | Catherine Borghi    | Svizzera      | 1:23,93 |
| 7    | Laura Schelbert     | Svizzera      | 1:24,23 |
| 8    | Jeanette Collenberg | Svizzera      | 1:24,34 |
| 9    | Andrea Walleser     | Svizzera      | 1:24,52 |
| 10   | Corina Grünenfelder | Svizzera      | 1:24,61 |

Data: 24 marzo

Località: Les Crosets

#### Slalom gigante
| Pos. | Atleta              | Nazione  | Tempo   |
| ---- | ------------------- | -------- | ------- |
| 1    | Corinne Rey-Bellet  | Svizzera | 2:11,55 |
| 2    | Sonja Nef           | Svizzera | 2:11,60 |
| 3    | Karin Roten         | Svizzera | 2:11,87 |
| 4    | Heidi Zeller-Bähler | Svizzera | 2:12,74 |
| 5    | Madlen Summermatter | Svizzera | 2:13,22 |
| 6    | Heidi Zurbriggen    | Svizzera | 2:13,26 |
| 7    | Catherine Borghi    | Svizzera | 2:13,62 |
| 8    | Manuela Heubi       | Svizzera | 2:14,21 |
| 9    | Laura Schelbert     | Svizzera | 2:14,23 |
| 10   | Andrea Walleser     | Svizzera | 2:14,27 |

Data: 25 marzo

Località: Les Crosets

#### Slalom speciale
| Pos. | Atleta                | Nazione  | Tempo   |
| ---- | --------------------- | -------- | ------- |
| 1    | Vreni Schneider       | Svizzera | 1:27,07 |
| 2    | Sonja Nef             | Svizzera | 1:31,54 |
| 3    | Catherine Borghi      | Svizzera | 1:31,74 |
| 4    | Katrin Neuenschwander | Svizzera | 1:32,52 |
| 5    | Sandra Reymond        | Svizzera | 1:32,65 |
| 6    | Corina Grünenfelder   | Svizzera | 1:33,34 |
| 7    | Dominique Gruber      | Svizzera | 1:33,96 |
| 8    | Dorothée Locher       | Svizzera | 1:35,18 |
| 9    | Karin Gilgenreiner    | Germania | 1:35,40 |
| 10   | Patricia Ducret       | Svizzera | 1:35,87 |

Data: 26 marzo

Località: Les Crosets

#### Combinata
| Pos. | Atleta         | Nazione  |
| ---- | -------------- | -------- |
| 1    | Sandra Reymond | Svizzera |
| 2    | ?              | ?        |
| 3    | ?              | ?        |